# Facultatea de Filosofie și Științe Social-Politice a Universității „Alexandru Ioan Cuza” din Iași
Facultatea de Filosofie - actualmente Facultatea de Filosofie și Științe Social-Politice – este una din structurile precursoare și fondatoare ale Universității „Alexandru Ioan Cuza” din Iași. Această facultate a fost fondată în anul 1855 și organizată conform cu Legea din 1851 privind organizarea învațămantului public din Moldova.  Prin organizarea a două corpuri profesorale în facultăți (Filosofie si Drept), la 6 octombrie 1855, se realizează și legătura directă dintre Academia Mihăileană și Universitatea de azi. Printre personalitățile marcante care au predat la Facultatea de Filosofie s-au numărat: Titu Maiorescu, Vasile Conta, Simion Bărnuțiu, Dimitrie Gusti, Ștefan Zeletin, Ion Petrovici, Mihai Ralea, Petre Andrei, Alexandru Claudian, Ștefan Bărsănescu, Vasile Pavelcu, Petre Botezatu, Ernest Stere.
În prezent Facultatea de Filosofie și Științe Social-Politice este formată din șapte departamente care gestionează șapte programe de licență, zece programe de masterat și patru specializări la doctorat.
Departamente:
- Departamentul Filosofie
- Departamentul de Sociologie și Asistență socială
- Departamentul de Științe politice, Relații internaționale și studii europene
- Departamentul de Comunicare și relații publice
- Departamentul Scoală doctorală
- Departamentul Învățământ la distanță
- Departamentul Cercetare

Specializări de licență:
- Filosofie (învățământ cu frecvență)
- Sociologie (învățământ cu frecvență)
- Resurse umane (învățământ cu frecvență)
- Asistență socială (învățământ cu frecvență și învățământ la distanță)
- Științe politice (învățământ cu frecvență)
- Relații internaționale și studii europene (învățământ cu frecvență)
- Comunicare și relații publice (învățământ cu frecvență)

Specializări de master:
- Filosofie aplicată și management cultural (domeniul Filosofie; învățământ cu frecvență)
- Sociologia organizațiilor și a resurselor umane (domeniul Sociologie; învățământ cu frecvență)
- Securitate comunitară și controlul violenței (domeniul Sociologie; învățământ cu frecvență)
- Familia și managementul resurselor familiale (domeniul Asistență socială; învățământ cu frecvență)
- Probațiune, mediere și asistența socială a victimelor infracțiunilor (domeniul Asistență socială; învățământ cu frecvență)
- Supervizare și planificare socială (domeniul Asistență socială; învățământ cu frecvență)
- Lifelong Well-being and Healthy Ageing (domeniul Asistență socială; învățământ cu frecvență)
- Politici publice și management instituțional (domeniul Științe politice; învățământ cu frecvență)
- Studii de dezvoltare internațională (domeniul Științe politice; învățământ cu frecvență)
- Relații publice și publicitate (domeniul Științe ale comunicării; învățământ cu frecvență)

Domenii de doctorat:
- Filosofie
- Sociologie
- Științe politice
- Științe ale comunicării

Facultatea de Filosofie editează anual Analele Științifice ale Universității "Alexandru Ioan Cuza", cu patru secțiuni: Filosofie, Sociologie și Asistență Socială, Științe politice, Științe ale comunicării.
Printre instituțiile europene partenere sunt Centrul Internațional de Cercetare și Studii Interdisciplinare din Paris, Facultatea "Jean Monnet" a Universității Paris-Sud Orsay, Universitatea de Științe Sociale Toulouse I, Universitatea de Științe Tehnologice Lille I, Universitatea Liberă din Bruxelles, Universitatea Seraphicum din Roma, Universitatea Konstanz, Institutul de Științe Sociale din La Haye, Universitatea "Central England" din Birmingham.

## Legături externe
Site-ul facultății